# Газопереробні заводи емірату Абу-Дабі – Рувайс
Газопереробні заводи емірату Абу-Дабі — Рувайс — трубопровідна система у Об'єднаних Арабських Еміратах, котра доправляє суміш зріджених вуглеводневих газів (ЗВГ) до установки фракціонування у Рувайсі.
Під час розробки нафтових родовищ ОАЕ отримували великі об'єми попутного газу, котрий містить багато гомологів метану (ЗВГ). В першій половині 1980-х узялись за раціональне використання цього ресурсу, для чого запустили ряд газопереробних заводів (Баб/Хабшан, Бу-Хаса, Асаб). Виділена ними суміш ЗВГ доправлялась по трубопроводу до установки фракціонування в Рувайсі, де відбувалось її розділення на цільові продукти.
В наступні кілька десятиліть обсяги переробки газу суттєво збільшились — наприклад, після введення в дію у 1996-му та 2001-му двох нових ГПЗ на майданчику Хабшан його пропускна здатність зросла більш ніж у 5 разів. При цьому на другу половину 2000-х планувалось завершення ще кількох проектів, передусім на майданчиках Хабшан та Асаб. Як наслідок, спорудили нову трубопровідну систему для доправлення суміші ЗВГ до Рувайса. Вона включала:
-       виконану в діаметрі 500 мм ділянку довжиною 89 км від ГПЗ Асаб до Хабшану;
-       ділянку діаметром 600 мм та довжиною 34 км від Хабшану у напрямку Рувайса, котра досягає пункту МР21 (mile point 21, 21-ша миля);
-       перемичку діаметром 400 мм та довжиною 35 км від ГПЗ Бу-Хаса до пункту МР21;
-       виконану в діаметрі 750 мм ділянку довжиною 67 км від МР21 до фракціонатора в Рувайсі.
У 2010-х обсяги транспортування по системі продовжили збільшуватись — як завдяки введенню в 2013-му ГПЗ Хабшан-5, так і внаслідок запуску у 2017-му нового газопереробного заводу Шах. Останній за допомогою трубопроводу довжиною 66 км та діаметром 400 мм під'єднали до ділянки Асаб — Хабшан.